# Утрачений рай (поема)
«Утрачений рай» (англ. «Paradise Lost») — епічна поема у білих віршах, великий поетичний епос письменника XVII століття Джона Мільтона. Вона вперше була опублікована в 1667 році в десяти книгах і містила більше десяти тисяч окремих віршованих рядків. Друге видання, що вийшло у 1674 році, охоплювало дванадцять книг (на манер поділу «Енеїди» Вергілія) з незначними змінами у всьому тексті та заміткою про віршування.
Поема стосується біблійної історії Гріхопадіння: спокуси Адама і Єви палим ангелом Сатаною і вигнання їх із Райського саду. Метою Мільтона, як вказано в Книзі Першій, є «виправдання шляхів Божих для людей». «Утрачений рай» широко вважається одним із найвидатніших літературних творів, написаних англійською мовою.
Книга перевидавалася безліч разів та перекладена багатьма мовами. Мільтон також написав продовження — «Повернений рай». Вважається, що в обох поемах знайшло відбиття бурхливе політичне життя у тогочасній Англії та, власне, доля автора.

## Зміст

### Композиція
Поема поділяється на дванадцять «книг» або секцій, і обсяг кожної книги значно відрізняється (найбільша книга — Дев'ята, з 1189 віршованих рядків, найменша — Сьома, із 640). Аргументи в основі кожної книги були додані в наступних штампах першого видання. 1674 року повністю «Перероблене та доповнене» видання оригінальної десятикнижної публікації з новим поділом на дванадцять книг побачило світ. Це видання, яке, переважно, використовується і сьогодні.
«Утрачений рай» слідує епічній традиції початку від «in medias res» (лат. «в гущі подій»), тобто, сюжет розповідається від середини, далі описує події, що передували цьому, і врешті слідує завершення.

### Сюжет

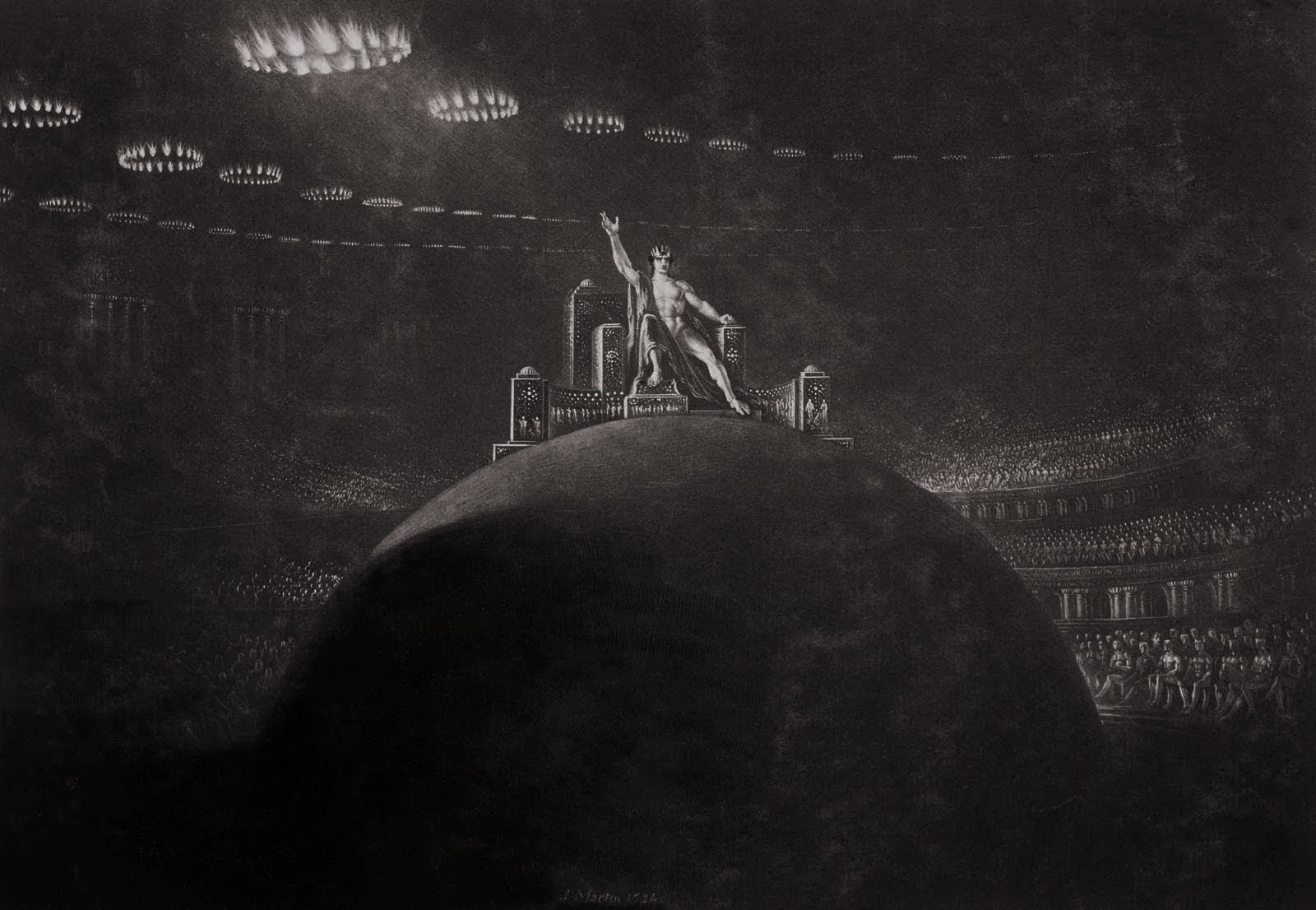
Пандемоніум. Ілюстрація Джона Мартіна, 1824

Поема розвиває сюжет Книги Буття, доповнений християнськими елементами. Історія Мільтона має дві арки оповіді: одна про Сатану (Люцифера), котрий відіграє велику роль у поемі загалом, інша — про Адама і Єву. Оповідь починається після того, як Сатана та інші повсталі ангели були переможені та вигнані в Пекло, або (як воно називається в поемі) Тартар. У Пандемоніумі Сатана використовує свої риторичні вміння, щоб організувати своїх послідовників на збройну боротьбу; йому допомагають демони Маммон та Вельзевул, Веліал та Молох також присутні. Наприкінці дискусії Сатана набирає добровольців, щоб отруїти новостворену Землю та нових, найулюбленіших творінь Бога — людей. Він самотужки кидає виклик небезпекам пекельної Безодні, в манері, що нагадує Одіссея або Енея. Після тяжкого переходу за межі Пекла, він вступає до новоствореного Богом матеріального світу, а пізніше — до Едемського саду, в якому проживають перші люди Адам і Єва.
В один момент цієї історії розповідається про Ангельські війни на Небесах. Повстання Сатани слідує епічному розвитку великомасштабної війни. Битви між вірними ангелами і силами Сатани тривали протягом трьох днів. У фінальній битві Син Божий самостійно розгромив увесь легіон повсталих ангелів і присудив їм вигнання. Після очищення Небес, Бог створює світ, завершуючи його створенням Адама і Єви. Хоча Бог надав Адаму та Єві повну свободу і владу, щоб панувати над усіма творіннями, Він дав їм один чіткий наказ: не їсти від Дерева пізнання добра і зла під страхом смерті.
Оповідь про спокусу Адама і Єви і Гріхопадіння принципово інша, у епічному розумінні, — сімейна, внутрішня, порівняно з біблійною. Адам і Єва представлені вперше в християнській літературі з повноцінними відносинами, ще будучи без гріха. У них є пристрасті, вони — окремі особистості. Єва представлена дуже красивою і незалежною від Адама. Сатана, набувши форми Змія, успішно спокушає Єву скуштувати плоду Дерева, вражаючи її пихатість і обманюючи словами. Після того, як вона скуштувала заборонений плід, Єва також дає Адаму скуштувати плід на знак їхньої любові. Адам, дізнавшись, що Єва згрішила, навмисно скоює той же гріх, хоча архангел Рафаїл попереджав його цього не робити. Адам заявляє Єві, що, оскільки вона була створена з його плоті, вони пов'язані одне з одним, тому, якщо вона помре, він також повинен померти. Таким чином, Мільтон зображує Адама як героїчну постать, але і як більшого грішника, ніж Єва, оскільки він знає, що те, що він робить — неправильне.
Після поїдання плоду любов Адама і Єви починає мати інший, примітивний, характер. Спочатку Адам переконаний, що Єва була права, думаючи, що вживання в їжу плоду було корисним. Проте, незабаром вони засинають і бачать страхітливі кошмари, а після пробудження вперше відчувають почуття провини і сорому. Розуміючи, що вони скоїли страшне діяння проти Бога, вони починають звинувачувати одне одного.
Єва благає Адама примиритися. Її підтримка дозволяє обом як наблизитися до Бога, щоб «поклонитися і молити про благодаті, просячи на колінах», так і отримати благодать від Бога. Архангел Михаїл показує Адаму видіння, в якому той бачить усе, що станеться з його нащадками, всім людством, до Великого потопу. Адам дуже засмучений цим видінням, і тому Михаїл говорить йому про можливий відкуп людства від першородного гріха через Ісуса Христа (якого Михаїл називає «Цар-Месія») і далі показує все майбутнє аж до приходу Месії.
Коли Адам і Єва вигнані з Раю, вони ще більше віддаляються в стосунках з Богом, який всюдисущий, але невидимий (на відміну від матеріального образу Бога-Отця в Едемському саду). Проте Михаїл запевняє, що Адам може знайти «рай в собі, ще щасливіший».

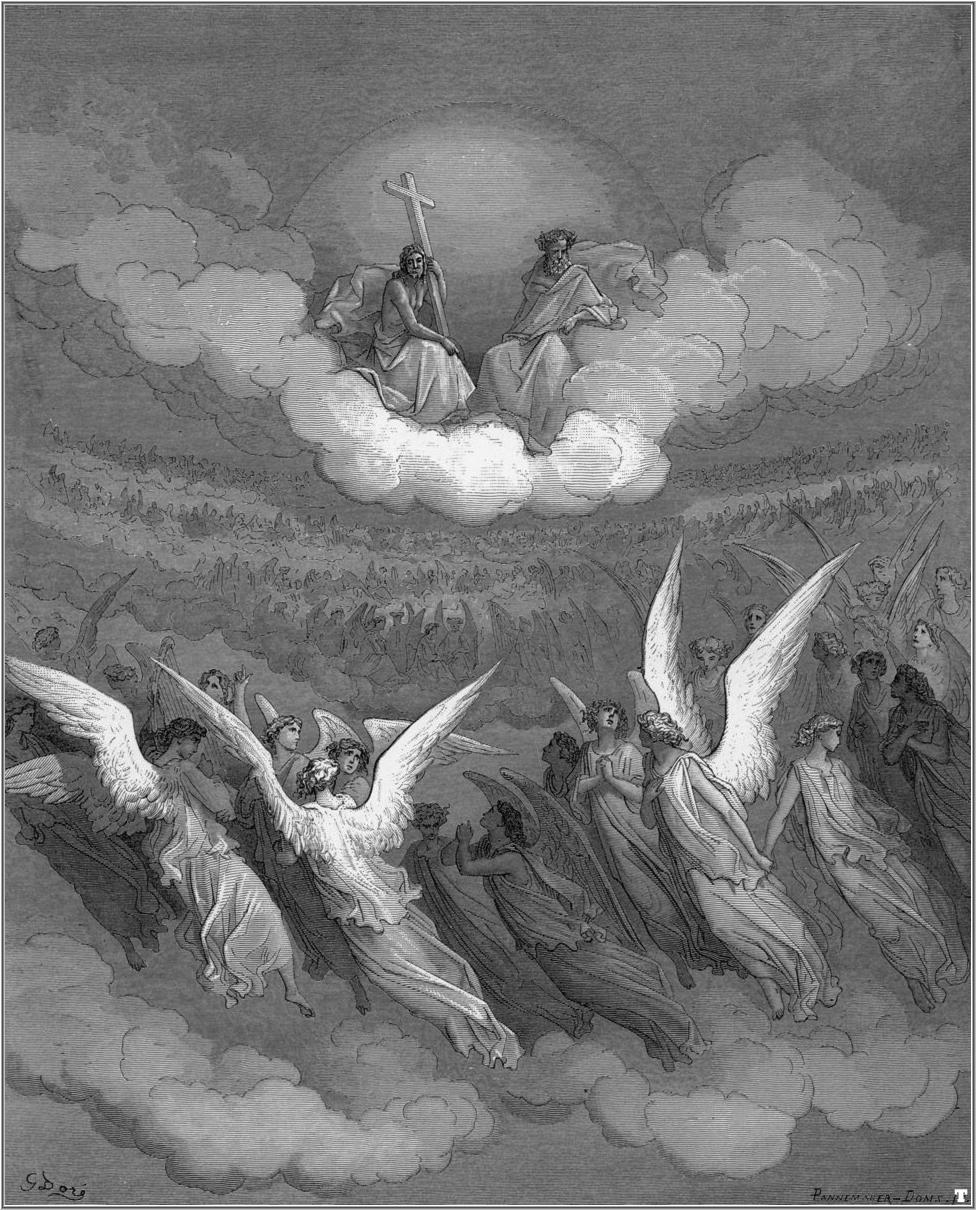
Небеса. Гравюра Гюстава Доре, 1866

### Книги поеми
- Книга Перша — Сатана і його послідовники, перебуваючи в Пеклі, нарікають на свій нинішній стан. Щоб підняти їхній дух, володар Пекла влаштовує огляд демонічних сил. Крім цього, Сатана повідомляє про створення Богом світу. Для обговорення свого майбутнього пекельні владики збираються в новоствореній столиці Сатани — Пандемоніумі.
- Книга Друга — під час наради пропонуються різні шляхи розвитку демонічної спільноти: деякі пропонують знову йти на штурм Небес, інші радять зайнятися облаштуванням Пекла. Сатана ж пропонує відправити когось одного в світ. Спільнота вирішує відправити туди свого володаря. Стражі воріт Геєнни Гріх і Смерть відкривають йому браму, а Хаос допомагає дістатися до потрібного місця.
- Книга Третя — Бог осягає задум Сатани, але відає, що в підсумку все обернеться на краще. Син Божий готовий взяти на себе тяжку долю порятунку людини, що в майбутньому впаде у гріх. Тим часом Сатана досягає Сонця, керованого архангелом Уриїлом, і, приховавши свою сутність, дізнається від нього як можна досягти новоствореного світу.
- Книга Четверта — побачивши Рай, Сатана захоплюється красою цього місця і зовнішнім виглядом прабатьків людства, проте все одно збирається спотворити Божий задум. Однак Уриїл повідомляє охоронцеві Раю архангелу Михаїлу про підозрілого гостя. Той відправляє вартових, які виявляють ворога, що набув вигляду жаби, в Едемському саду.
- Книга П'ята — Єва розповідає про свої тривожні сни Адаму. Бог посилає архангела Рафаїла розповісти Адаму історію початку Війни на Небесах.
- Книга Шоста — продовження розповіді Рафаїла про бойові дії. Битва триває три дні, в перший день ангели, вірні Богу, беруть гору над бунтівниками, проте наступного дня Сатана використовує машини, схожі на гармати, для знищення яких Архангели починають кидати гори. На третій день в битву втручається Син Божий, що завершується цілковитою поразкою Сатани і його прихильників, які виганяються до Пекла.
- Книга Сьома — продовження розповіді Рафаїла. Син Божий протягом шести днів творить світ, в тому числі Адама і Єву.
- Книга Восьма — Адам запитує про світобудову, але отримує відповідь, що це знати йому непотрібно. Тоді він розповідає власні спогади про життя в Раю і зустріч із Євою. Ще раз наставляючи Адама триматися заповідей Божих, Рафаїл залишає його.
- Книга Дев'ята — Сатана у вигляді туману проникає в Едем, де вселяється в тіло Змія. Потім він знаходить Єву, яка цього дня вирішувала працювати окремо від Адама, і розповідає їй, що скуштувавши плід від забороненого Древа пізнання Добра і Зла, Змій нібито отримав здатність говорити. Приголомшена цим, Єва після деяких сумнівів куштує плід від Древа. Оскільки плід дуже приємний на смак, жінка дає його Адаму. Той, не бажаючи розлучатися зі своєю супутницею, погоджується на її умовляння. Їхня любов втрачає духовну піднесеність і набуває іншого характеру, низького та тілесного. В прабатьків виникають докори сумління, і вони сперечаються.
- Книга Десята — Богу стає відомо про гріх, що відбувся, і Він відправляє свого Сина для суду над людьми. Однак, Син Божий переймається співчуттям до грішних. Тим часом Сатана повертається в Пекло по мосту, уже зведеному Хаосом. Гріх і Смерть з радістю прямують на Землю. Сатана входить в Пекло, де його зустрічають радісні сподвижники. Однак замість радісного волання вони можуть видавати тільки шипіння. Єва пропонує Адаму відмовитися від дітонародження, щоб не множити гріх, проте Адам зауважує, що це буде порушенням попередньої заповіді Божої — плодитися й розмножуватися.
- Книга Одинадцята — Син Божий розповідає Богу про покаяння людей. Той радий цьому, але говорить, що грішні люди більше не можуть жити в Едемі і посилає архангела Михаїла вивести їх геть. Михаїл присипляє Єву і показує Адаму найважливіші з подій прийдешньої історії: вбивство Каїном Авеля, виникнення нових народів, які освоюють ремесла, появу велетнів, котрі починають війни, подальше розбещення людства, будівництво Ноєм ковчега, потоп і порятунок небагатьох праведників.
- Книга Дванадцята — продовження видінь. Крах будівництва Вавилонської вежі, поява Авраама, переселення Якова до Єгипту, вихід євреїв під керівництвом Мойсея звідти, завоювання Ісусом Навином Ханаана, правління царя Давида, будівництво та осквернення Храму і нарешті втілення, життя, смерть на хресті та воскресіння Ісуса Христа. Після Його вознесіння на Землю сходить Святий Дух, який творить Церкву, проте з часом відбувається відступ від віри в обрядовірство, але Спаситель знову зійде на Землю і остаточно знищить Сатану. Втішені цими видіннями Адам і Єва залишають Едем.

## Персонажі

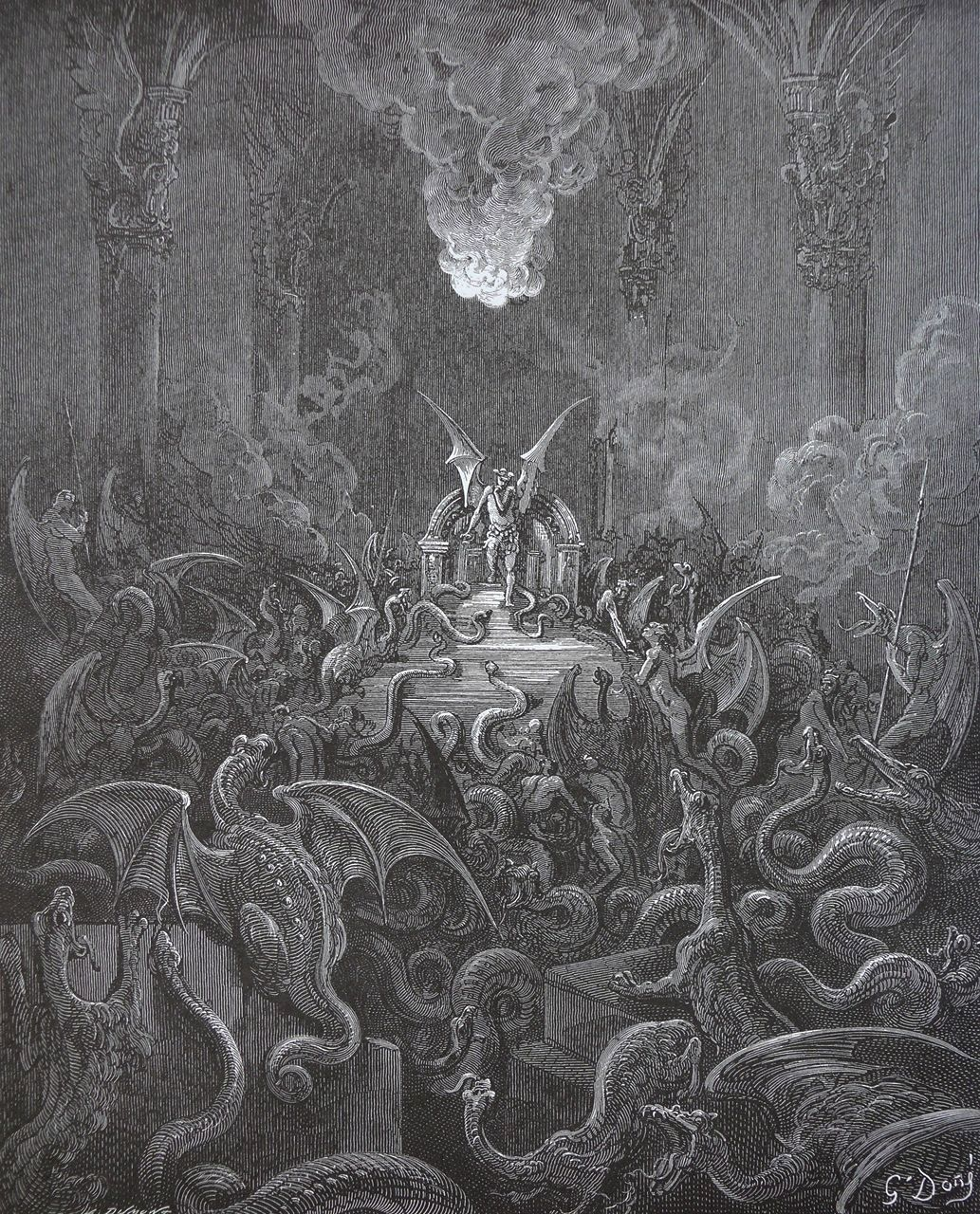
Сатана в оточенні демонів. Гравюра Гюстава Доре, 1866

Сатана — перший головний персонаж представлений у поемі. Колись найвродливіший з усіх ангелів на небесах, він — трагічна постать, що найкраще описується нині відомою цитатою «Краще правити у Пеклі, ніж служити на Небесах». Він скинутий у Пекло після здійснення невдалого повстання у спробі боротьби з Богом за контроль над Небесами. Прагнення Сатани повстати проти свого творця пов'язане з його небажанням бути підпорядкованим Богу і Його Сину, стверджуючи, що ангели є «самостійно народжені, самостійно виховані», заперечуючи тим самим владу Бога над ними, як їх Творця.
Сатана — глибоко зарозумілий, проте могутній та харизматичний. Його талант переконання проявляється протягом усієї книги; він не лише майстер підступності та обману, але й здатний згуртувати ангелів, аби продовжити повстання після їх болючої поразки в Ангельській війні. Він твердить, що Бог править як тиран і що всі ангели мають правити як боги.

Сатану багато в чому можна порівняти із трагічними героями класичної грецької літератури, але його гординя значно переважає аналог будь-якого попереднього трагічного героя. Хоча, час від часу він виконує роль антигероя, що веде оповідь, він все ще широко сприймається, як антагоніст епопеї. Однак, істинна природа його ролі у поемі була предметом численних дебатів і наукових дискусій. У той час як деякі вчені, наприклад, критик і письменник Клайв Стейплз Льюїс, інтерпретували поему, як справжню християнську глибокоморальну історію, інші критики, як Вільям Емпсон, розглядали її як більш неоднозначну роботу, і складна характеристика Сатани Мільтоном відіграє велику роль у тому, сприймаючись двозначно.

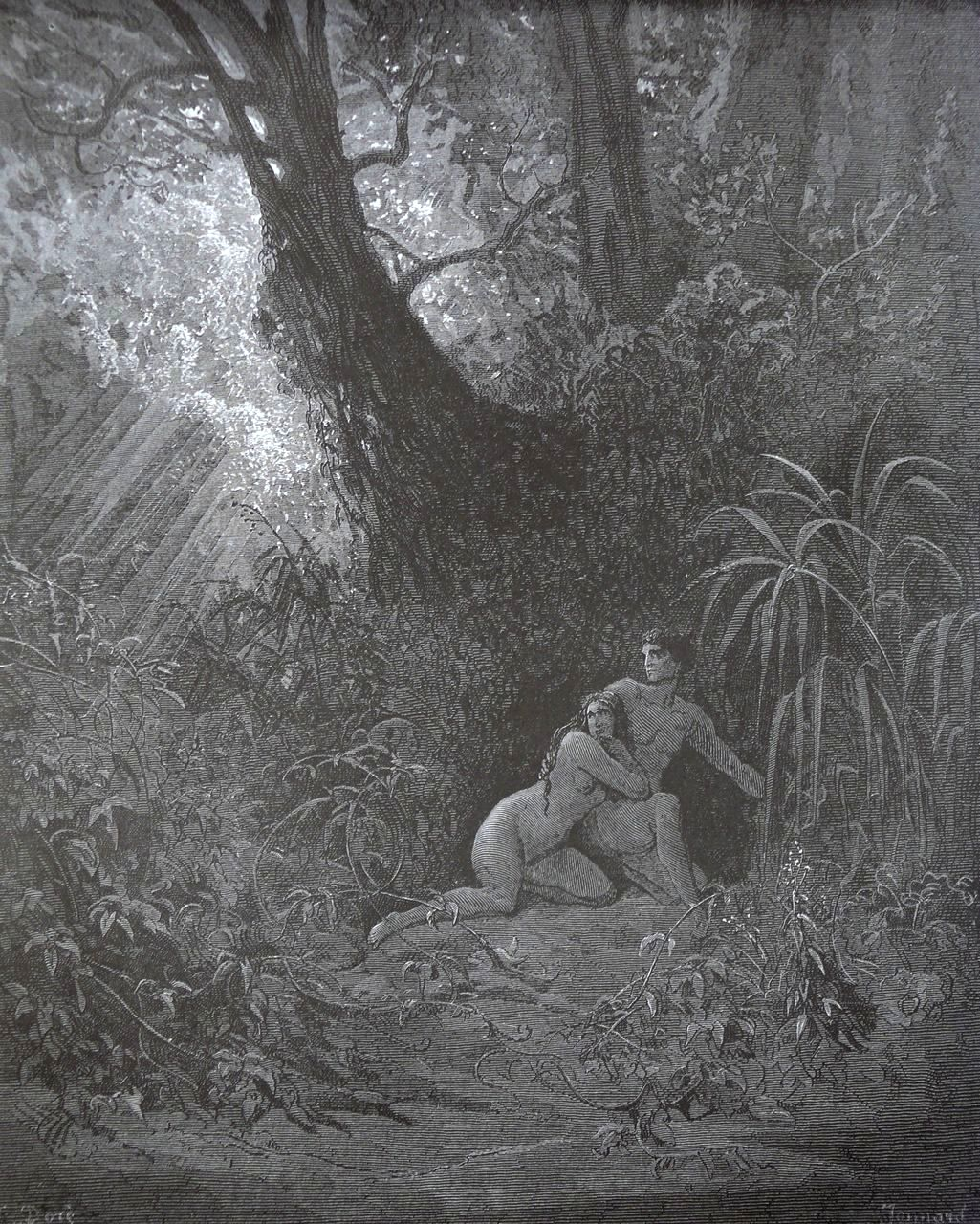
Адам і Єва в Едемі. Гравюра Гюстава Доре, 1866

Адам — перша людина створена Богом. Існуючи від початку одиноким, Адам хоче мати дружину, про створення якої просить Бога. Визнаний цінним творінням Бога, Адам, разом зі своєю дружиною, правив над усіма творіннями світу і проживали вони у Едемському саду. Він більш розумний і допитливий щодо уявлень, які лежать за межами наданого йому розуміння, ніж Єва. Він повністю захоплений Євою, яка, будучи сама по собі безгрішною, зрештою сприяє його приєднанню до неї у непокорі Богу.
На відміну від біблійного Адама, цій версії Адама дано заглянути в майбутнє людства (включає стислий виклад історій зі Старого та Нового Завітів) ангелом Михаїлом, перш ніж Адам повинен залишити Рай.
Єва — друга людина створена Богом, взята із одного із ребер Адама і утворена як жіноча форма Адама. Будучи безгрішною, вона — зразок хорошої дружини, приємної та покірної Адаму. Хоча щаслива, вона прагне до знань і, більш конкретно, самопізнання. Її найперший вчинок, в сутності, — відвернення від Адама, споглядаючи та замислюючись над її власним відображенням. Єва — дуже красива та щиро закохана у Адама, хоча може почувається пригніченою його постійною присутністю. Одного дня, вона переконує Адама, що їм було б добре розділитися і жити в різних частинах саду. Будучи самотньою, вона спокушена Сатаною на гріх проти Бога. Адам невдовзі послідував за нею.
«Син Божий» — дух, що стане Ісусом Христом, хоч ані разу не названий так явно, оскільки він ще не набув людської подоби. Син Божий розділяє тотальний союз із Богом, та й взагалі розуміється як частина Трійці, разом із Богом-Отцем та Святим Духом. Він — ідеальний та нескінченно могутній герой епопеї; сам перемагає Сатану та його послідовників, коли вони жорстоко повстають проти Бога та скидає їх у Пекло. Син Божий розповідає Адаму і Єві про суд Божий після їхнього гріха. Однак, він жертовно виявляє добру волю зрештою подорожувати у світ, сам ставши людиною, і відкупити Гріхопадіння через свою власну смерть та воскресіння. У фінальній сцені видіння Порятунку через Сина Божого відкрите Адаму Михаїлом. Проте, власне ім'я, Ісус Назаритянин, та подробиці історії Ісуса у поемі не зображені.

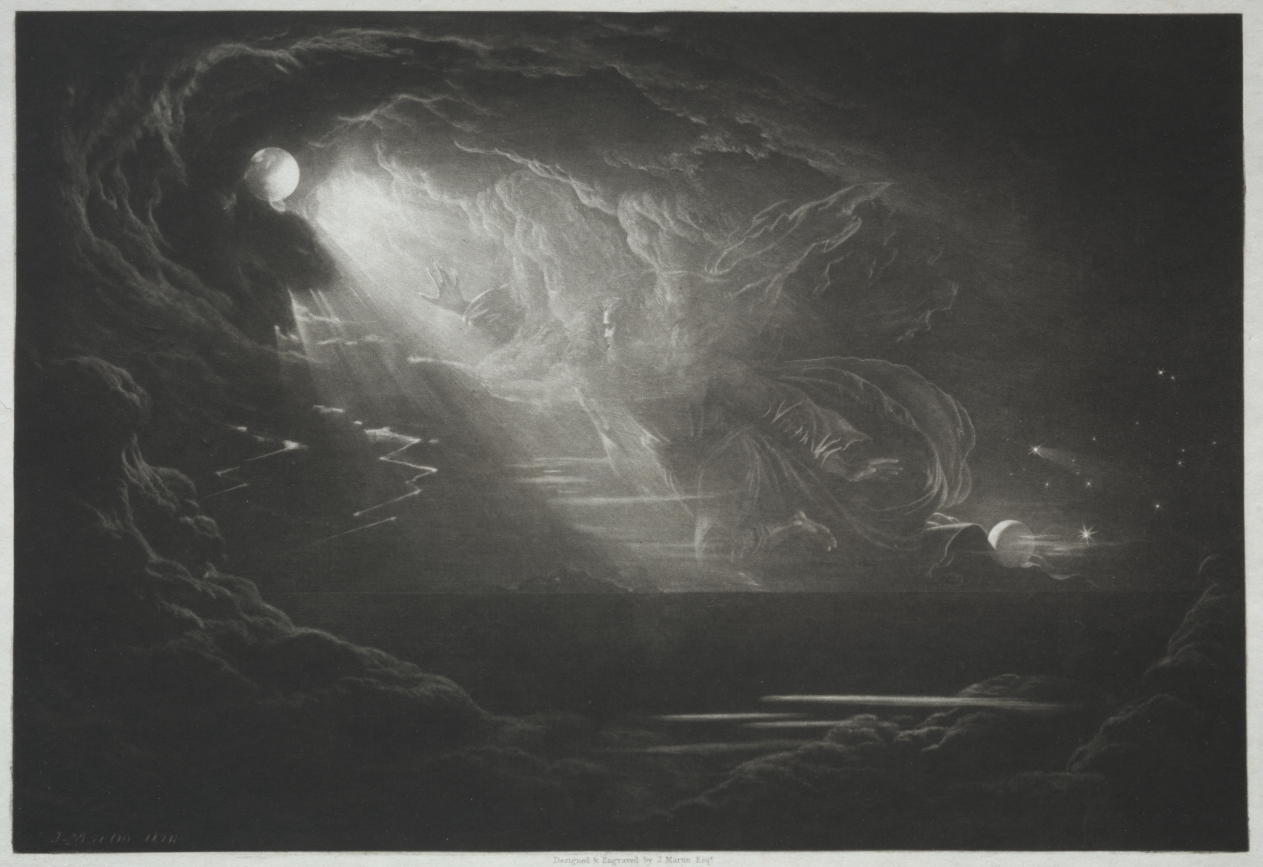
Бог створює світло. Ілюстрація Джона Мартіна, 1824

Бог-Отець — Творець Небес, Пекла, Світу та всіх і всього, що в них є. Він прагне уславлення і похвали від усіх його творінь. Він — всемогутня, всезнаюча, всюдисуща, всепрощаюча та нескінченно добра сутність, що не може бути переважена навіть великою армією ангелів, котрих Сатана підбурює проти нього. Поема починається із виправдання шляхів божих для людей, тож Бог часто веде розмову із Сином Божим про свої наміри і розкриває свої мотиви щодо власних дій. Поема зображає процес творіння Богом так, яким у це вірив Мільтон, що Бог створив Небеса, Землю, Пекло та усіх істот, що населяють ці окремі плани із частини себе, а не з нічого. Тому, згідно з Мільтоном, кінцева влада Бога випливає з нього як автора творіння. Сатана намагається виправдати своє повстання, заперечуючи цей аспект Бога і проголошуючи самотворіння, але він зізнається собі, що це не так, і що Бог «не заслуговує такого ставлення/ Від мене, кого Він створив таким який я є».
Рафаїл — архангел, посланий богом попередити Адама про проникнення Сатани до Едему, і застерегти його, що Сатана намагатиметься проклясти Адама та Єву. Він також проводить тривалу бесіду із зацікавленим Адамом щодо створення світу й подій, які сталися на Небесах.
Михаїл — могутній архангел, що боровся за Бога у Ангельській війні. У першому бою він жахливо поранив Сатану могутнім мечем, котрий Бог створив спроможним прорізати навіть тіла ангелів. Після того, як Адам і Єва ослухались Бога, скуштувавши від Дерева Пізнання, Бог відправляє Михаїла відвідати їх. Його обов'язок — супровід Адама та Єви з Раю. Але, перш ніж це сталося, Михаїл показав Адаму видіння майбутнього, що охоплюють стислий виклад Біблії, від історії про Каїна та Авеля у Книзі Буття, аж до історії Ісуса Христа у Новому Завіті.

## Історія створення
У передмові до видання Penguin «Утраченого раю», знавець творчості Мільтона Джон Леонард зазначає, що «Джону Мільтону було майже шістдесят, коли він опублікував „Утрачений рай“ у 1667 році. Письменник Джон Обрі (1626-1697 роки) розповідає читачам, що поема було розпочата приблизно в 1658 році і закінчена приблизно в 1663 році. Але окремі частини були, напевно, написані раніше, і їхні корені лежать у ранній юності Мільтона». Леонард припускає, що англійська Громадянська війна перервала ранні спроби Мільтона розпочати його «епічну поему, що охоплювало б увесь простір і час».
Леонард також зазначає, що Мільтон «не одразу планував написати біблійну епопею.» Оскільки епопеї, як правило, писалися про героїчних королів і королев (і з язичницькими богами), Мільтон спочатку вбачав свою епопею побудованою на постаті легендарного англійського або саксонського короля, як легенда про Короля Артура.
Повністю осліпши в 1652 році, Мільтон писав «Утрачений рай» повністю через диктування за допомогою особистих писарів і друзів. Поему він також писав, поки він часто хворів, страждаючи від подагри, і всупереч факту його емоційних страждань після ранньої смерті його другої дружини, Кетрін Вудкок, у 1658 році, і смерті їхньої маленької дочки (хоча Мільтон незабаром знову одружився у 1663 році).

## Теми

### Шлюб
Мільтон вперше представляє Адама і Єву в Книзі Четвертій неупередженими. Відносини між Адамом і Євою побудовані на «взаємозалежності, а не на пануванні чи ієрархії». Хоча автор ставить Адама над Євою через його інтелектуальний розвиток, і через його відношення до Бога, він також надає Єві користь знання через досвід. Ерміна Ван Ньюс уточнює, що, хоча, наявне відчуття недостатку, пов'язане із особливостями ролей чоловіка та жінки, обоє беззастережно приймають призначену роль, оскільки це розглядається як перевага. Замість того, щоб думати, що ці ролі нав'язано їм, обоє використовують як обов'язкову вимогу силу їх відносин одне з одним. Ці незначні розбіжності виявляють точку зору автора на важливість взаємності між чоловіком та дружиною.
При розгляді відносини між Адамом і Євою, критики схильні приймати точку зору одного персонажа в умовах ієрархії та значення для Бога. Девід Мікікс стверджує, навпаки, що ці умови «перебільшують незалежність позицій героїв, і тому пропускають спосіб, у який Адам і Єва переплетені один з одним». Істинне бачення Мільтона відображається у тому, коли чоловік і дружина (у цьому випадку, Адам і Єва) залежать одне від одного і тільки через взаємні відмінності здатні процвітати.
Хоча Мільтон безпосередньо не згадує розлучення, критики висувають теорії щодо погляду Мільтона на розлучення на основі висновків знайдених у поемі. Інші роботи Мільтона дозволяють припустити, що він розглядав шлюб, як єдність осіб окремо від церкви. Обговорюючи «Утрачений рай», Біберман розвиває думку, що «шлюб є договором, укладеним як чоловіком, так і жінкою». Ґрунтуючись на цій підставі, Мільтон міг би вірити, що обоє чоловік і жінка мали рівні можливості, як до розлучення, як і до укладення шлюбу.
Феміністська критика «Утраченого раю» припускає, що Єві було заборонено знання власної особистості. Майже одразу після її створення, перш ніж Єва була приведена до Адама, вона стає захоплюватися образом, відбитим у воді (її власним, без відома для Єви). Бог закликає Єву відвести погляд від її власного образу, її краси, яка є також об'єктом мрії Адама. Адам радіє як її красі, так і покірному шарму, але Єві назавжди заборонено споглядати її особисту постать. Критик Джулія М. Вокер стверджує, що, оскільки Єва «не визнає і не називає себе … вона може знати себе лише стосовно Адама». «Почуття власного єства Єви стає важливим при його відсутності … [Їй] заборонено знати, що вона повинна бачити». Тому Єва знає не що вона є, а тільки те, чим вона не є: чоловіком. Починаючи з книги Четвертої, Єва дізнається, що Адам, чоловіча постать, переважає її і «Як краса, відзначена мужньою благодаттю/І мудрість, яка сама по собі істинно справедлива». Керована його благородною рукою, вона поступається, як жінка без особистої цілі, котрій судилося впасти у «вільну волю».

### Ідолопоклонство
Сучасники Мільтона у XVII столітті, за великим рахунком, критикували його ідеї і розглядали Мільтона як радикала, переважно, через його загальновідомі протестантські погляди на політику та релігію. Один з найвизначніших і найбільш суперечливих аргументів Мільтона зав'язується на його понятті ідолопоклонства, ця тема глибоко вкорінена у «Утраченому раю».
Перша критика ідолопоклонства Мільтоном зосереджується на практиці побудови храмів та інших будівель як місця поклоніння. У Книзі Одинадцятій «Утраченого раю», Адам намагається спокутувати свої гріхи, пропонуючи побудувати вівтар для поклоніння Богові. У відповідь, ангел Михаїл пояснює, що Адамові не потрібно будувати фізичні об'єкти, щоб відчути присутність Бога. Джозеф Лайл вказує на цей приклад, пояснюючи «Коли Мільтон противиться архітектурі, вона не є якістю, втіленою у самих будівлях, що він вважає образливим, але радше їх схильністю виступати як придатні локуси, щодо яких ідолопоклонство, з плином часу, буде неминуче дотримуватися». Навіть якщо ідея теоретична по суті, Мільтон до останнього вважав, що це неминуче призведе до ідолопоклонства просто через природу людини. Замість того, щоб направляти свої думки і переконання до Бога, як вони повинні, люди, зазвичай, звертаються до зведених об'єктів, хибно вкладаючи в них власну віру. У той час, як Адам намагається побудувати жертовник Богу, критики відзначають у Єви таку ж вину в ідолопоклонстві, але у іншій формі. Хардінг вважає, що нарцисизм Єви і одержимість собою є ідолопоклонством. Зокрема, Хардінг стверджує, що «… під впливом Змія, ідолопоклонство і самообожнювання Єви віщують помилки, до яких її „сини“ будуть відхилятися». Подібно Адаму, Єва помилково порушує свою віру в себе, Дерево Пізнання, і деякою мірою, Змія, що не порівняти з ідеальною природою Бога.
Крім того, Мільтон робить його погляди на ідолопоклонство більш точними зі створенням Пандемоніуму і повчальною алюзією до храму Соломона. На початку «Утраченого раю», як і в усій поемі, є кілька посилань на піднесення і остаточну руйнацію храму Соломона. Критики пояснюють, що «храм Соломона забезпечує явний вияв того, як предмет матеріальної культури переходить від його зародження у віддане служіння ідолопоклонницькому кінцю». Цей приклад, з-поміж багатьох представлених, чітко виражає погляд Мільтона на небезпеки ідолопоклонства. Навіть якщо людина зводить будівлю в ім'я Бога, навіть найкращі наміри можуть стати аморальними. Крім того, критики проводять паралелі між Пандемоніумом, Собором Святого Петра і Пантеоном. Більшість з цих подібностей обертаються навколо структурної схожості, але, як пояснює Лайл, вони відіграють більшу роль. Пов'язуючи Собор Святого Петра і Пантеон із Пандемоніумом — ідеально хибною спорудою, дві знаменитих будівлі перебирають на себе хибне значення. Це порівняння найкраще представляє протестантські погляди Мільтона, позаяк він відкидає як чисто католицьку, так і язичницьку точки зору.
На додаток до відмови від католицизму, Мільтон повстав проти ідеї монархічного правління за «Божою милістю». Він бачив цю практику, як ідолопоклонство. Барбара Лєволскі підводить висновок, що тема ідолопоклонства у «Утраченому раю» є перебільшеною версією ідолопоклонства, котре Мільтон уже давно пов'язав із ідеологією «божественної монархії» Стюартів. На думку Мільтона, будь-який об'єкт, людина або не-людина, що отримує особливу увагу, котра личить Богу, вважається об'єктом ідолопоклонства.

## Інтерпретації та критика
Письменник і критик Семюел Джонсон зазначав, що «Утрачений рай» показує «особливу силу [Мільтона] дивувати» і що «[Мільтон], здається, добре знав свій власний геній, і знав, що природа обдарувала його більш щедро, ніж інших: надала йому силу відображення неосяжного, висвітлення прекрасного, задіяння величного, затемнення понурого, і загострення страхітливого».
Редактори Антології Нортона англійської літератури (англ. the Norton Anthology of English Literature) писали: "В остаточному підсумку «Утрачений рай», оповідає про стан людини, Гріхопадіння, які викликало «все наше горе, і обіцянку та шляхи відкуплення. Мова також йде про знання та вибір, про свободу волі». На додаток до цих філософських проблем, вони також відзначають: «Великі теми „Утраченого раю“ тісно пов'язані з політичними питаннями на карті Англійської революції (1640-1660 роки) та Реставрації, але зв'язок аж ніяк не є простим або прямим.»
Стосовно війни у поемі між Небесами і Пеклом, Джон Леонард пише: «Утрачений рай» є, крім усього іншого, поемою про громадянську війну. Сатана порушує «нечестиву війну на Небесах» (Книга Перша, 43), ведучи третину ангелів на повстання проти Бога. Термін «нечестивої війни»… означає, що громадянська війна є нечестивою. Але Мільтон аплодує англійському народу за виявлену мужність у поваленні і страті короля Карла I. У своїй поемі він, однак, приймає сторону «величного Небесного Володаря» (Книга Четверта, 960). Критики вже давно боролися з питанням про те, чому антимонархіст і прибічник регіциду обрав свій суб'єктивний обов'язок у захисті монархічного авторитету."
Леонард зазначав, що деякі критики, як-от християнський письменник К. С. Льюїс, стверджували, що не існує жодних протиріч взагалі, оскільки, з точки зору Льюїса: «Мільтон вірив, що Бог був його „невмушеним начальником“, а зовсім не Карл Стюарт». Інші, такі, як літературний критик Вільям Емпсон стверджували, що "Мільтон заслуговує похвали за створення Бога лихим, оскільки християнський Бог є «злий Бог». Леонард ставить інтерпретацію Емпсона «в традицію романтичного тлумачення Блейка і Шеллі». Як поет Вільям Блейк відомо висловився: «Причина того, що Мільтон писав у кайданах, коли писав про ангелів і Бога, і на свободі, — коли про Дияволів і Пекло, в тому що він був справжнім Поетом партії Диявола, не відаючи цього». Ця цитата коротко являє собою спосіб, у який у XVIII і XIX століттях англійські поети-романтики розглядали Мільтона. Однак точка зору Емпсона є більш складною. Леонард зазначав, що "Емпсон ніколи не заперечував, що план Сатани є зло; проте він заперечував те, що Бог не винен у своєму лукавстві: «Мільтон неухильно доводить, що потаємною волею Божою було Спрятливе Гріхопадіння; і наскільки підступним не був план Сатани, це є план Бога також. [оскільки Бог у „Утраченому раю“ зображений і як всезнаючий, і як всемогутній]».
Хоча Леонард називає точку зору Емпсона «вагомим аргументом», він зазначає, що ця інтерпретація була оскаржена Деннісом Деніелсоном у його книзі «Добрий Бог Мільтона» (1982 рік).

## Значення
На противагу героїчним епопеям Гомера та середньовічним епопеям, а також поемі Данте, «Утрачений рай» не дає простору творчому вимислу поета. Пуританин Мільтон обрав біблійний сюжет і передавав його згідно зі словами Біблії; крім того, його дійові особи належать здебільшого до галузі надлюдської і не допускають реалізму описів.
З іншого боку, ангели і демони, Адам і Єва та інші дійові особи епопеї Мільтона мають певний образ у народній уяві, вихованій на Біблії, — і від цих традицій Мільтон, поет глибоко національний, ніколи не ухиляється. Ці особливості матеріалу, над яким працював Мільтон, відображаються на його поемі; технічна сторона описів умовна, у викладі мало образності; біблійні істоти часто здаються тільки алегорією.
Велике значення «Утраченого раю» — в психологічній картині боротьби Небес і Пекла. Кипучі політичні пристрасті Мільтона допомогли йому створити грандіозний образ Сатани, якого жага свободи довела до зла. Перша пісня «Утраченого раю», де переможений ворог Творця гордий своїм падінням і будує Пандемоніум, посилаючи загрози Небесам, — найбільш натхненна у всій поемі і послужила першоджерелом демонізму Байрона та всіх романтиків взагалі.
Войовнича релігійність пуританина втілила дух часу в образі душі, що рветься на волю. Патетиці цієї демонічної (в буквальному розумінні слова) сторони «Утраченого раю» відповідає ідилічна частина — поетичні описи Раю, любові перших людей та їхнього вигнання. Незмірна поетичні краса у передачі почуттів, музичність вірша, грізні акорди, які говорять про непримиренність у справі віри, дають вічне життя епопеї XVII століття.

## Ілюстрації/Іконографія
Перші ілюстрації до тексту «Утраченого раю» були додані в четвертому виданні 1688 року, з однією гравюрою до кожної книги, з яких до восьми із дванадцяти були створені від руки сера Джона Баптиста Медіни, одна — Бернарда Ленса II, і, можливо, до чотирьох (включаючи Книги Першу і Дванадцяту, котрі, можливо, найкраще запам'ятовуються) — іншого автора.
Надалі поема ілюструвалася неодноразово. Деякі з найбільш відомих ілюстраторів «Утраченого раю» включають Вільяма Блейка, Гюстава Доре та Генрі Фюзелі (1799 рік); проте, ілюстраторами епопеї також були, з-поміж інших, Джон Мартін, Едвард Берні, Річард Уестолл та Френсіс Хейман.
Поза книжковими ілюстраціями, поема також надихнула інших відомих художників (як-от Сальвадор Далі, котрий майстерно виконав гравюру з десяти кольорів у 1974 році) на створення зразків образотворчого мистецтва. Досягнення Мільтона у написанні «Утраченого раю», у час, коли він повністю осліп, надихнули Ежена Делакруа на створення вільної біографічної роботи, картини під назвою «Мільтон диктує „Утрачений рай“ своїм дочкам».

## Галерея ілюстрацій до поеми «Утрачений рай» з книги «Життя Мілтона» Вільяма Гейлі (1795)

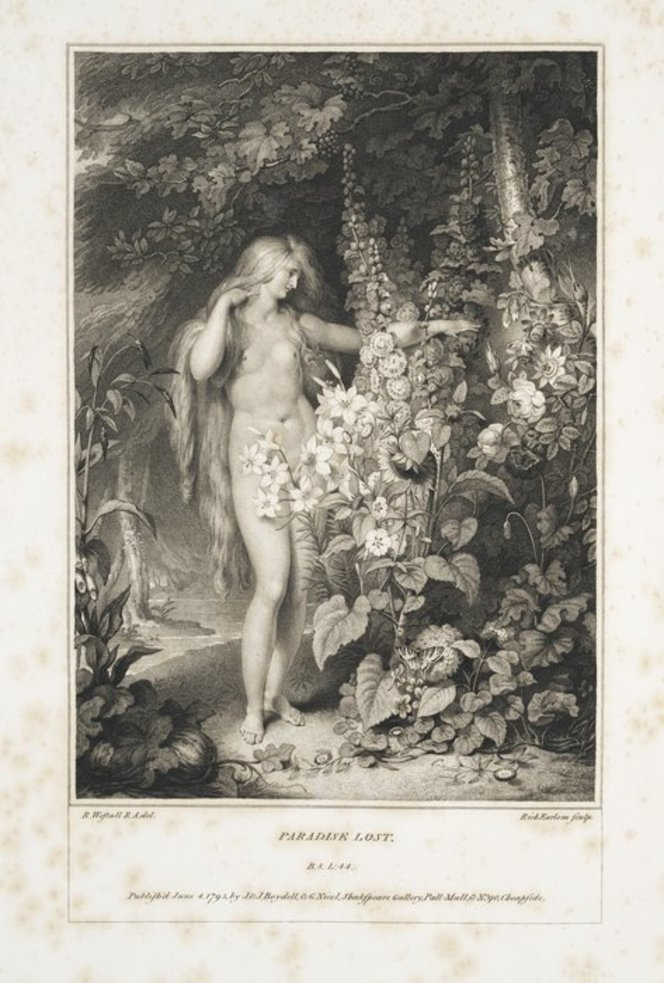
Єва  в Едемському саду
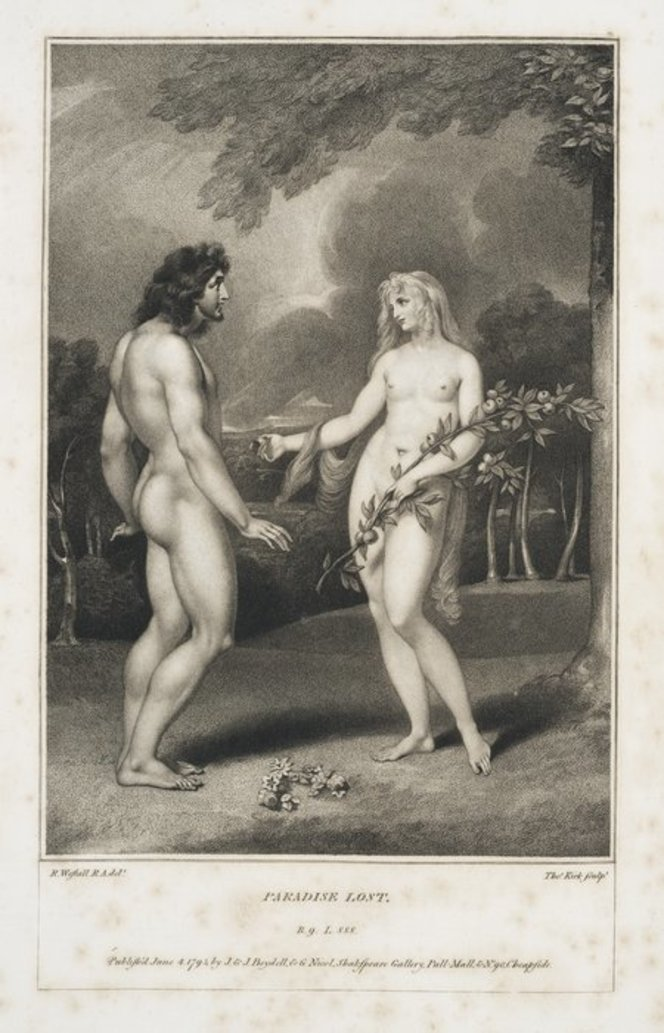
Спокушання Єви
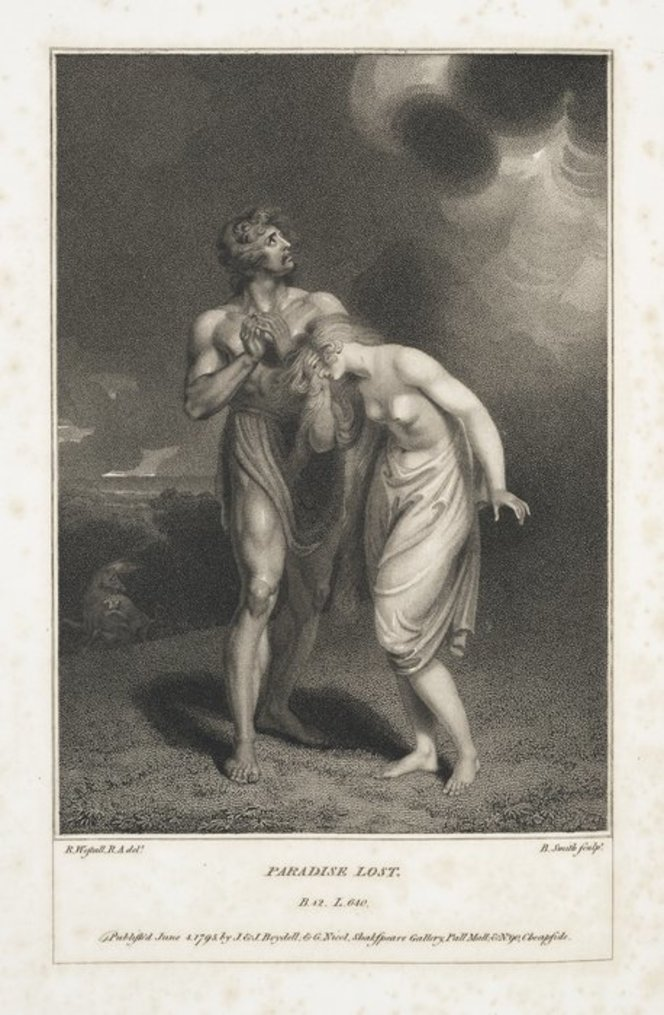
Адам і Єва вигнані з раю
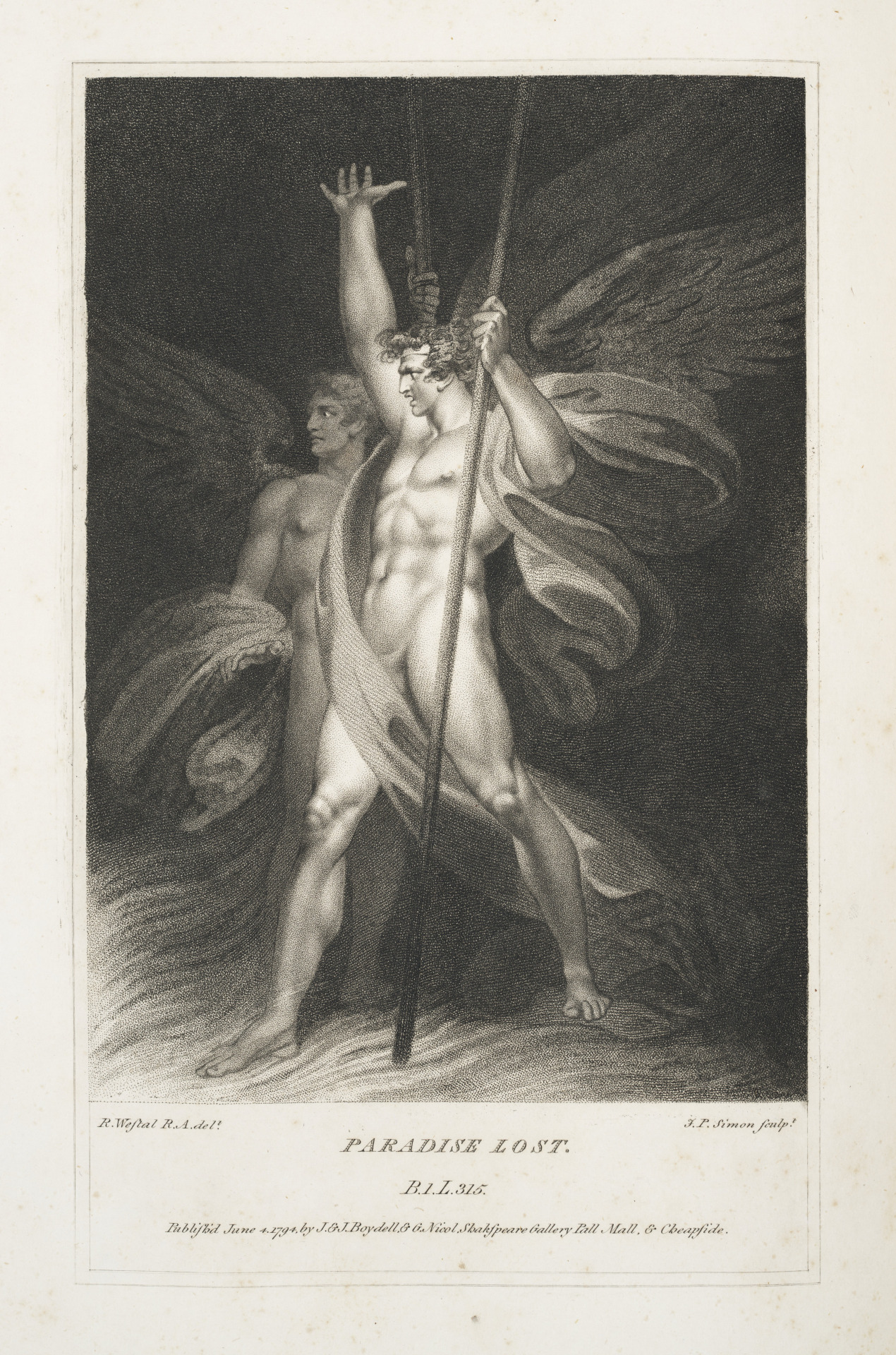
Сатана і Вельзевул
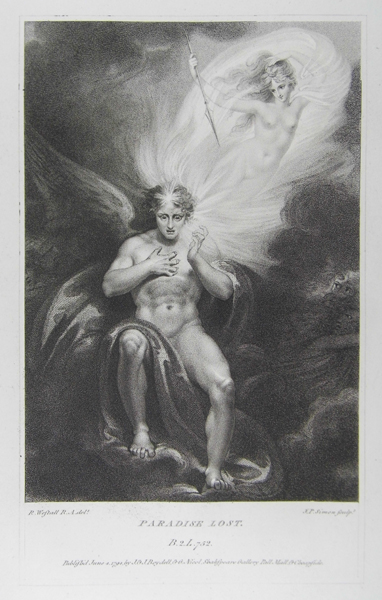
Сатана перед воротами в пекло

## Різне
Номер 47 у Рейтингу 100 найкращих книг усіх часів журналу Ньюсвік.

## У масовій культурі
«Утрачений рай» справив глибокий вплив на художників, письменників, ілюстраторів, а з XX століття — кінематографістів. Назви, цитати, мотиви, адаптації сюжету та персонажів були використані у літературі, музиці, образотворчому мистецтві, анімації, відеоіграх, на телебаченні, у театрі та кіно. Зокрема, відома сценічна двохактна постановка 2011 року у Ель-Пасо, Техас; фільми «Пророцтво» (де роль Люцифера виконує Вігго Мортенсен), «Сім», «Адвокат диявола» (де Сатана (Аль Пачіно) виступає під ім'ям «Джон Мільтон»). Планувалася навіть повномасштабна екранізація поеми у 2013 році, де роль Люцифера мав виконати Бредлі Купер, а Михаїла — Бенджамін Вокер. У більш сучасних інтерпретаціях Сатана часто виступає як протагоніст із благородними цілями (місія Прометея — просвітлення людства, порятунок їх від забуття) або менш злий трагічний антагоніст, котрий був відісланий до Пекла, бо не підкорився наказу Бога любити людей більше за нього самого. У літературі відомі наступні ремінісценції поеми — «містична поезія» Вільяма Блейка, зокрема твір «Мільтон: поема», у якому Мільтон, як і Сатана, відкидає життя на Небесах; «Франкенштейн» Мері Шеллі, «Прометей звільнений» Персі Біші Шеллі та «Піщана людина» Ніла Гаймана. Варто відзначити, що до Мільтона образ Сатани використали лише три письменники — Данте Аліг'єрі («Інферно», 1321), Крістофер Марло («Доктор Фаустус», 1604) і Йост ван ден Вондел («Люцифер», 1654). Після «Утраченого раю» і до нашого часу вищезазначений образ переосмислювали лише у літературі щонайменше 93 рази.

## Переклади українською
- Джон Мілтон. Утрачений рай. Переклав з англійської Олександр Жомнір. Іл. Ґюстава Доре. — Київ: Видавництво Жупанського, 2019. —360 с. ISBN 978-617-7585-14-4[3]